# Muldendecke

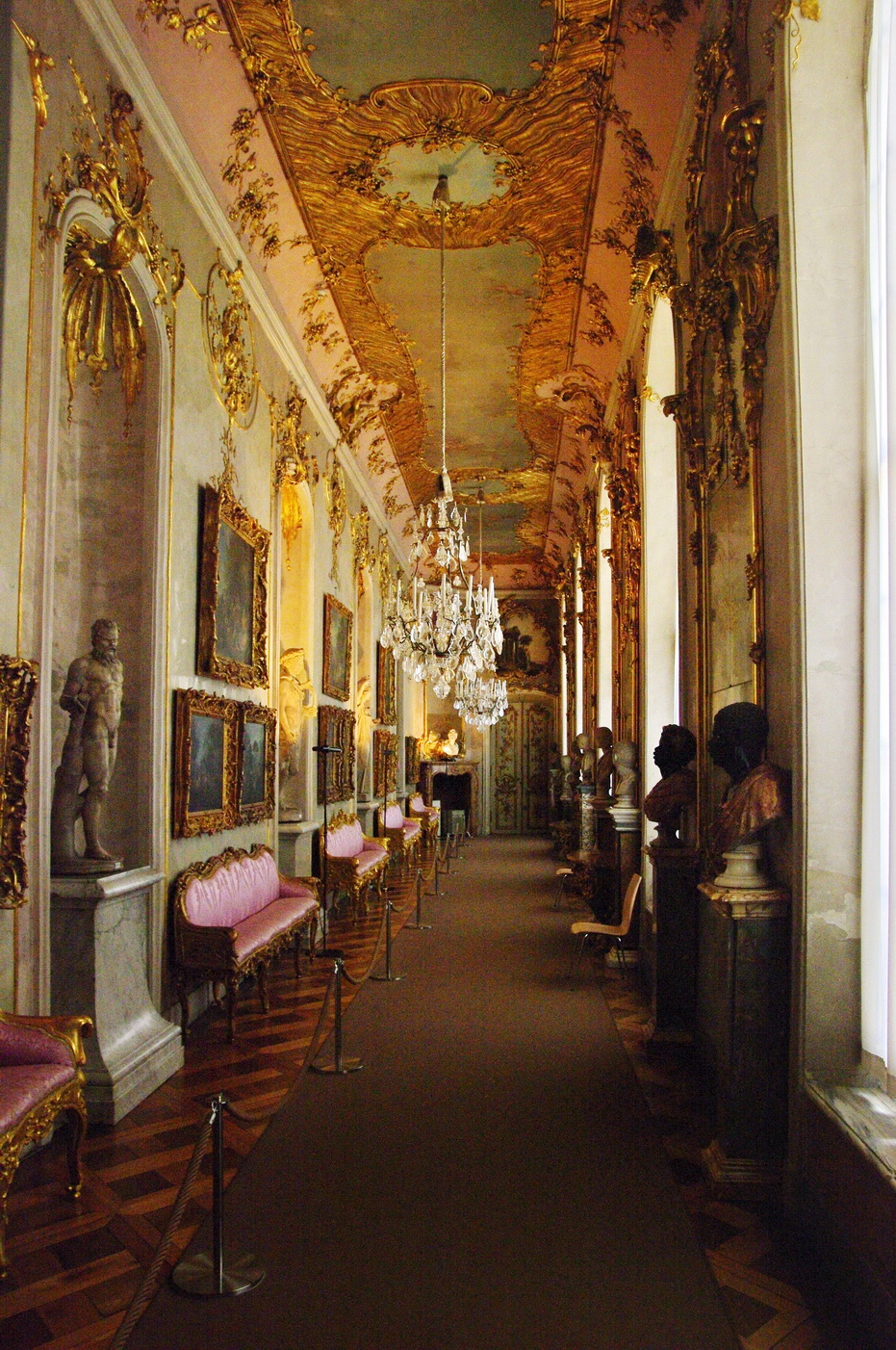
Muldendecke der Galerie von Schloss Sanssouci (1745–1747) in Potsdam

Eine Muldendecke ist eine Flachdecke mit nach unten gebogenen Rändern. Durch diese Kehlung gibt es zwischen Wänden und Decke keine scharfen Winkel, und die obere Grenze der senkrechten Wände liegt niedriger als die Raumhöhe.
Muldendecken waren vor allem im 18. und 19. Jahrhundert beliebt, also im Barock, Rokoko, Klassizismus, Biedermeier und Historismus, als man Raumdecken gerne mit Stuck gestaltete.